# Оскар Аријас Санчез
Оскар Аријас Санчез (енгл. Óscar Arias  Sánchez;  Ередија 13. септембар 1940. ) био је костарикански политичар и председник у два мандата од 1986. до 1990. и од 2006. до 2010. године. Добио је Нобелову награду за мир 1987. године за напоре да оконча грађанске ратове у неколико земаља Централне Америке .

## Живот и рад
Оскар Аријас Санчез је добитник награде Алберт Швајцер за човечност и повереника Економиста за мир и безбедност. 
Године 2003. изабран је у одбор директора Међународног кривичног суда Фонда за  жртаве. Тренутно је члан "Клуба Мадрид", непрофитне организације која се састоји од 81 члана - бивших лидера демократских држава, а која ради на јачању демократских институција.
Рођен је у породици средње класе у провинцији Ередија. Школовање је започео у главном граду Сан Хозеу, а затим је отишао у Сједињене Државе с намером да студира медицину, али се убрзо вратио у домовину и завршио право и економију. Године 1967. отпутовао је у Уједињено Краљевство, где је 1974. године докторирао из политичких наука на Универзитету у Есексу, освојивши више од педесет почасних титула на различитим универзитетима.

## Нобелова награда
Оскар Аријас Санчез је 1989. године добио Нобелову награду за мир, за напоре да оконча ратове у неколико земаља Централне Америке. Као и за напоре који су довели до споразума потписаног у Гватемали 7. августа 1987. године.